# ジェームズ・ブルックス (物理学者)
ジェームズ・スティーブン・ブルックス（英: James Stephen Brooks、1944年7月18日 - 2014年9月27日）は、アメリカ合衆国の物理学者。専門は高磁場低温実験物理学。フロリダ州立大学教授。

## 来歴
1944年7月18日にイリノイ州シカゴで生まれ、ニューメキシコ州のロスアラモスで育った。彼の父親はマンハッタン計画に参加した化学エンジニアであった。
1966年にカリフォルニア大学バークレー校を卒業し、1973年にオレゴン大学で博士号を取得した。指導教員はラッセル・J・ドネリーだった。
ミネソタ大学で博士研究員をした後、マサチューセッツ大学アマースト校で客員助教授を務めた。
1979年にボストン大学の助教授に、1991年に同大学の教授に着任した後、1994年にフロリダ州立大学に移り、教授として勤めるとともに、亡くなるまで国立高磁場研究所の物性実験グループの所長も務めた。
2014年9月27日に、フロリダ州アリゲーターポイントの自宅で亡くなった。享年70。
彼の人柄や人望については、文献を参照されたい。

## 研究
高磁場抵抗磁石と希釈冷凍機を組み合わせた実験環境を構築し、ミリケルビン温度域での高磁場研究を可能にした。超流動、重い電子系、有機伝導体、有機超伝導体に関する研究を行った。

## 受賞歴
- 1999年：アメリカ物理学会フェロー - 有機伝導体の磁気輸送特性の測定実験[4]

## 出版物
- Schrieffer, J. Robert; Brooks, James S., eds (2007). Handbook of High-Temperature Superconductivity Theory and Experiment. Springer New York, NY. doi:10.1007/978-0-387-68734-6. ISBN 9780387350714